# 佩爾利亞夫卡
50°13′0″N 28°30′21″E / 50.21667°N 28.50583°E
佩爾利亞夫卡（烏克蘭語：Перлявка），是烏克蘭北部的村莊，隸屬日托米爾州的日托米爾區。該村面積0.84平方公里，海拔高度208米，2001年人口224，人口密度每平方公里266.35人。